# Gyimes
Gyimes (románul Ghimeș) falu Romániában, Erdélyben, Bákó megyében.

## Fekvése
Csíkszeredától északkeletre, a Tatros mellett, a Gyimesi-szoros alsó kijáratánál fekszik. 1920 előtt itt volt Magyarország határa.

## Története
1600-ban Gijmes néven említik először. A terület eredetileg öt szomszédos csíki székely község tulajdona volt, melyet a 17. században kezdtek benépesíteni. A trianoni békeszerződésig Csík vármegye Szépvízi járásához tartozott. A történelmi Magyarország egyik legkeletibb pontja.

## Lakossága
1966-ban 894 lakosa volt, melyből 688 magyar (76,9%), 203 román, 2 német és 1 zsidó volt.
2002-ben 1231 fő lakta a települést. Ebből 1069 magyar (86,8%), 144 román, 17 csángó és 7 cigány nemzetiségűnek vallotta magát.

## Látnivalók
- A falu határában látható az Osztrák–Magyar Monarchia egykori határának a határkövei. Szintén itt található a Monarchia egykori legkeletibb vasúti őrháza, valamint a Rákóczi-vár romjai.
- A falu területén található nagy vasútállomást Pfaff Ferenc építette 1897-ben.

## Képek

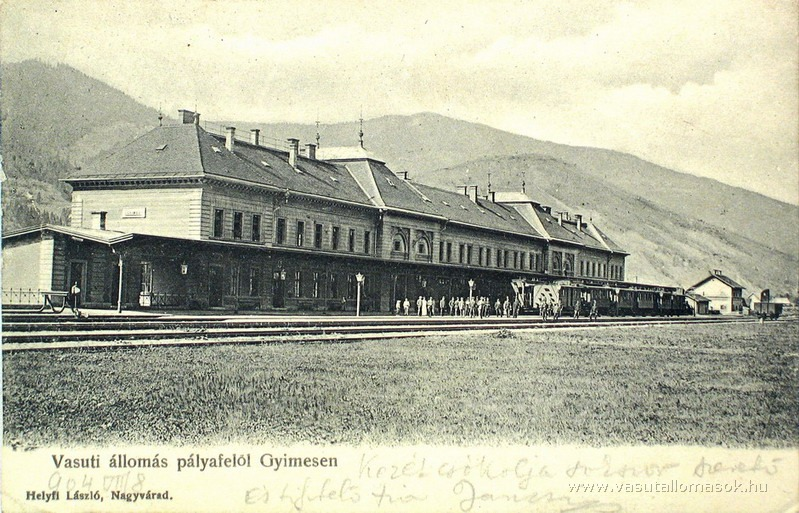
Gyimes vasútállomás
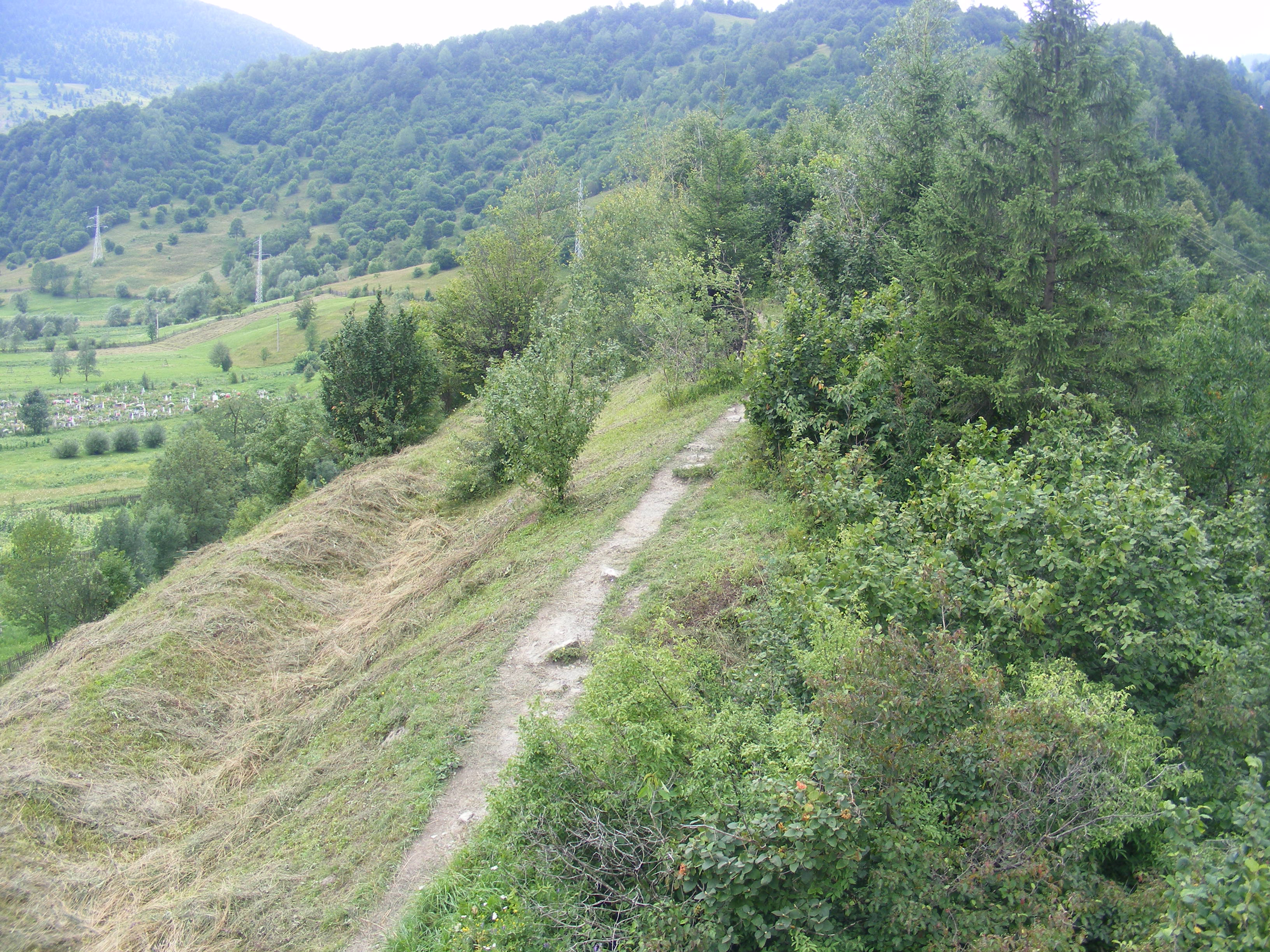
Az ezeréves határ
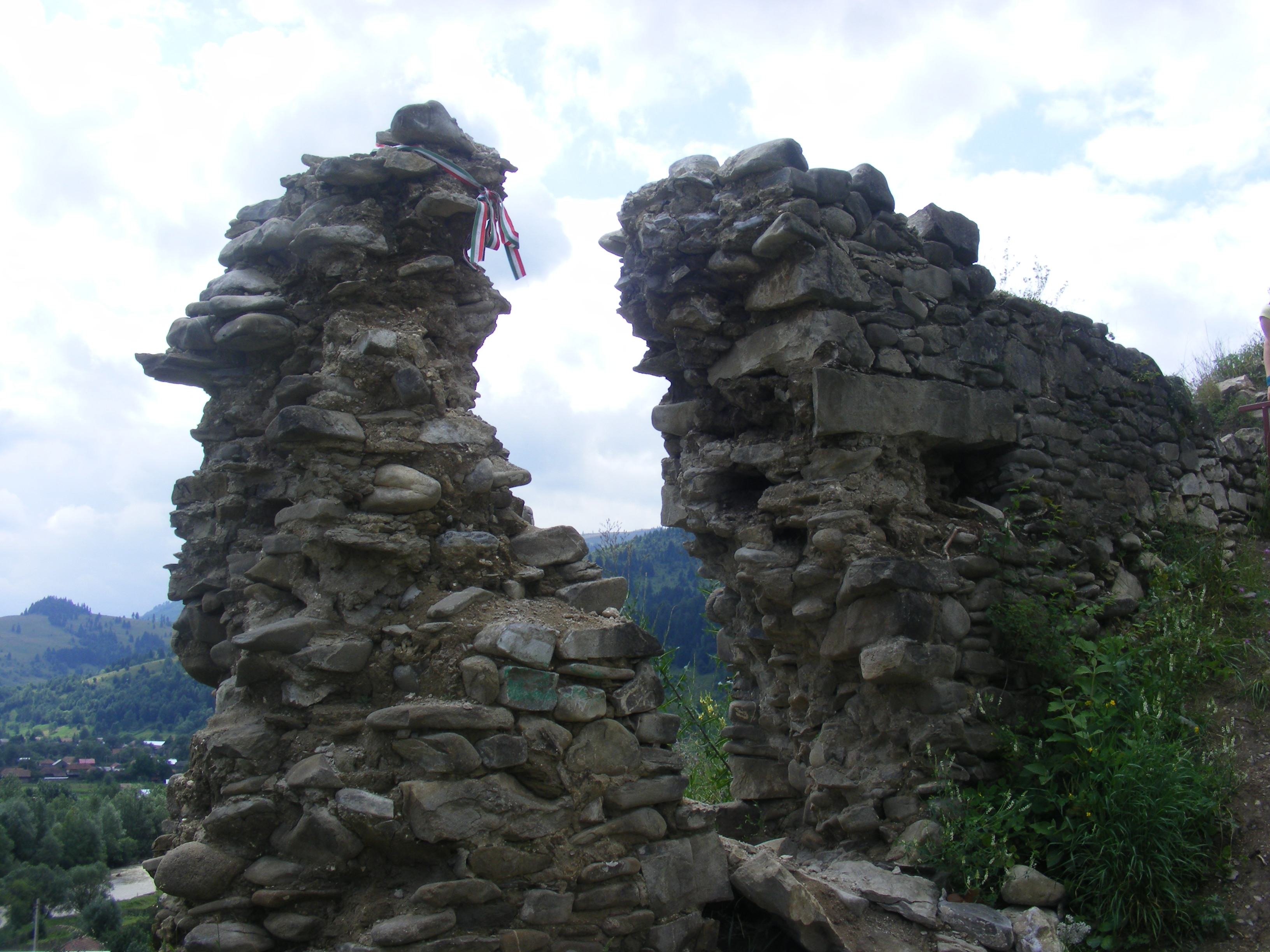
A Rákóczi-vár romjai